# Eduard Staudt
Eduard Staudt (* 27. Mai 1895 in Nürnberg; † 18. September 1976 in Kelheim) war ein deutscher Politiker der SPD.
Staudt, hauptberuflicher Lehrer, wurde im April 1945 zum Bürgermeister der Stadt Kelheim ernannt. Nach der Stadtratswahl im Januar 1946 verlor er dieses Amt an den CSU-Politiker Johann Gausrab. Wenig später gehörte er der Verfassunggebenden Landesversammlung in Bayern an. Einige Jahre später wurde Staudt erneut zum Bürgermeister gewählt. Bei der Wahl 1964 unterlag er dem Kandidaten der CSU Fritz Mathes und schied damit endgültig aus dem Bürgermeisteramt aus.
1965 wurde Staudt das Bundesverdienstkreuz 1. Klasse verliehen.
In Kelheim-Thaldorf wurde ein Sonderpädagogisches Förderzentrum nach Eduard Staudt benannt.